# Lista de municípios do Rio de Janeiro por data de criação
Na sequência estão listados em ordem cronológica os atuais 92 municípios do estado do Rio de Janeiro, utilizando como base suas datas de criação como município.
| Nº | Município                     | Criação como município  | Desmembrado de            | Lei nº | Observações |
| -- | ----------------------------- | ----------------------- | ------------------------- | ------ | ----------- |
| 1  | Angra dos Reis                | 6 de janeiro de 1502    |                           |        |             |
| 2  | Rio de Janeiro                | 1 de março de 1565      |                           |        |             |
| 3  | Niterói                       | 22 de novembro de 1573  |                           |        |             |
| 4  | Cabo Frio                     | 13 de novembro de 1615  |                           |        |             |
| 5  | São Pedro da Aldeia           | 16 de maio de 1617      |                           |        |             |
| 6  | Paraty                        | 28 de fevereiro de 1667 | Angra dos Reis            |        |             |
| 7  | Cachoeiras de Macacu          | 15 de maio de 1679      |                           |        |             |
| 8  | Magé                          | 9 de junho de 1789      |                           |        |             |
| 9  | Macaé                         | 29 de julho de 1813     |                           |        |             |
| 10 | Cantagalo                     | 9 de março de 1814      |                           |        |             |
| 11 | Maricá                        | 26 de maio de 1814      |                           |        |             |
| 12 | Nova Friburgo                 | 16 de maio de 1818      | Cantagalo                 |        |             |
| 13 | Itaguaí                       | 5 de julho de 1818      |                           |        |             |
| 14 | Valença                       | 17 de outubro de 1823   |                           |        |             |
| 15 | Mangaratiba                   | 11 de novembro de 1831  | Itaguaí                   |        |             |
| 16 | Carmo                         | 29 de maio de 1832      |                           |        |             |
| 17 | Barra Mansa                   | 3 de outubro de 1832    | Resende                   |        |             |
| 18 | Nova Iguaçu                   | 15 de janeiro de 1833   |                           |        |             |
| 19 | Paraíba do Sul                | 15 de janeiro de 1833   |                           |        |             |
| 20 | Itaboraí                      | 22 de maio de 1833      |                           |        |             |
| 21 | Campos dos Goytacazes         | 28 de março de 1835     |                           |        |             |
| 22 | Piraí                         | 17 de outubro de 1837   |                           |        |             |
| 23 | Saquarema                     | 8 de maio de 1841       | Cabo Frio                 |        |             |
| 24 | Silva Jardim                  | 8 de maio de 1841       | Cabo Frio                 |        |             |
| 25 | Petrópolis                    | 16 de março de 1843     |                           |        |             |
| 26 | Rio Bonito                    | 7 de maio de 1846       | Saquarema Silva Jardim    |        |             |
| 27 | Resende                       | 13 de julho de 1848     |                           |        |             |
| 28 | Rio Claro                     | 19 de maio de 1849      | São João Marcos (extinto) |        |             |
| 29 | São João da Barra             | 17 de junho de 1850     |                           |        |             |
| 30 | Vassouras                     | 29 de setembro de 1857  |                           |        |             |
| 31 | Araruama                      | 6 de fevereiro de 1859  | Saquarema                 |        |             |
| 32 | Casimiro de Abreu             | 15 de setembro de 1859  | Macaé                     |        |             |
| 33 | Santa Maria Madalena          | 8 de junho de 1862      | Cantagalo                 |        |             |
| 34 | São Fidélis                   | 3 de dezembro de 1870   | Campos dos Goytacazes     |        |             |
| 35 | Sapucaia                      | 1874                    | Paraíba do Sul Magé       |        |             |
| 36 | Santo Antônio de Pádua        | 1883                    | São Fidélis               |        |             |
| 37 | Itaperuna                     | 10 de maio de 1889      | Campos dos Goytacazes     |        |             |
| 38 | Barra do Piraí                | 10 de março de 1890     | Piraí Valença Vassouras   |        |             |
| 39 | Sumidouro                     | 10 de junho de 1890     | Carmo                     |        |             |
| 40 | São Gonçalo                   | 22 de setembro de 1890  | Niterói                   |        |             |
| 41 | Itaocara                      | 28 de outubro de 1890   | São Fidélis               |        |             |
| 42 | São Sebastião do Alto         | 17 de abril de 1891     | Santa Maria Madalena      |        |             |
| 43 | Trajano de Moraes             | 25 de abril de 1891     | Santa Maria Madalena      |        |             |
| 44 | Cambuci                       | 6 de maio de 1891       | Itaperuna São Fidélis     |        |             |
| 45 | Duas Barras                   | 8 de maio de 1891       | Cantagalo                 |        |             |
| 46 | Teresópolis                   | 6 de julho de 1891      | Magé                      |        |             |
| 47 | Bom Jardim                    | 5 de março de 1893      | Nova Friburgo             |        |             |
| 48 | Rio das Flores                | 27 de dezembro de 1929  | Valença                   |        |             |
| 49 | Miracema                      | 3 de maio de 1936       | Santo Antônio de Pádua    |        |             |
| 50 | Três Rios                     | 14 de dezembro de 1938  | Paraíba do Sul            |        |             |
| 51 | Bom Jesus do Itabapoana       | 1 de janeiro de 1939    | Itaperuna                 |        |             |
| 52 | Cordeiro                      | 31 de dezembro de 1943  | Cantagalo                 |        |             |
| 53 | Duque de Caxias               | 31 de dezembro de 1943  | Nova Iguaçu               |        |             |
| 54 | Natividade                    | 20 de junho de 1947     | Itaperuna                 |        |             |
| 55 | Nilópolis                     | 21 de agosto de 1947    | Nova Iguaçu               |        |             |
| 56 | Porciúncula                   | 21 de agosto de 1947    | Itaperuna                 |        |             |
| 57 | São João de Meriti            | 21 de agosto de 1947    | Duque de Caxias           |        |             |
| 58 | Conceição de Macabu           | 15 de março de 1952     | Macaé                     |        |             |
| 59 | Mendes                        | 11 de julho de 1952     | Barra do Piraí            |        |             |
| 60 | Volta Redonda                 | 17 de julho de 1954     | Barra Mansa               |        |             |
| 61 | Miguel Pereira                | 25 de outubro de 1955   | Vassouras                 |        |             |
| 62 | Paracambi                     | 8 de agosto de 1960     | Itaguaí Vassouras         |        |             |
| 63 | Laje do Muriaé                | 7 de março de 1962      | Itaperuna                 |        |             |
| 64 | Engenheiro Paulo de Frontin   | 4 de outubro de 1963    | Vassouras                 |        |             |
| 65 | Arraial do Cabo               | 13 de maio de 1985      | Cabo Frio                 |        |             |
| 66 | Italva                        | 12 de junho de 1986     | Campos dos Goytacazes     |        |             |
| 67 | Paty do Alferes               | 15 de dezembro de 1987  | Vassouras                 |        |             |
| 68 | São José do Vale do Rio Preto | 15 de dezembro de 1987  | Petrópolis                |        |             |
| 69 | Quissamã                      | 4 de janeiro de 1989    | Macaé                     |        |             |
| 70 | Itatiaia                      | 1 de junho de 1989      | Resende                   |        |             |
| 71 | Belford Roxo                  | 3 de abril de 1990      | Nova Iguaçu               |        |             |
| 72 | Guapimirim                    | 25 de novembro de 1990  | Magé                      |        |             |
| 73 | Quatis                        | 25 de novembro de 1990  | Barra Mansa               |        |             |
| 74 | Queimados                     | 25 de novembro de 1990  | Nova Iguaçu               |        |             |
| 75 | Varre-Sai                     | 12 de janeiro de 1991   | Natividade                |        |             |
| 76 | Comendador Levy Gasparian     | 30 de junho de 1991     | Três Rios                 |        |             |
| 77 | Japeri                        | 30 de junho de 1991     | Nova Iguaçu               |        |             |
| 78 | Aperibé                       | 10 de abril de 1992     | Santo Antônio de Pádua    |        |             |
| 79 | Areal                         | 10 de abril de 1992     | Três Rios                 |        |             |
| 80 | Rio das Ostras                | 10 de abril de 1992     | Casimiro de Abreu         |        |             |
| 81 | Cardoso Moreira               | 1 de janeiro de 1993    | Campos dos Goytacazes     |        |             |
| 82 | São Francisco de Itabapoana   | 18 de janeiro de 1995   | São João da Barra         |        |             |
| 83 | Iguaba Grande                 | 8 de junho de 1995      | São Pedro da Aldeia       |        |             |
| 84 | Pinheiral                     | 13 de junho de 1995     | Piraí                     |        |             |
| 85 | Porto Real                    | 5 de novembro de 1995   | Resende                   |        |             |
| 86 | Armação dos Búzios            | 12 de novembro de 1995  | Cabo Frio                 |        |             |
| 87 | Macuco                        | 28 de dezembro de 1995  | Cordeiro                  |        |             |
| 88 | São José de Ubá               | 28 de dezembro de 1995  | Cambuci                   |        |             |
| 89 | Tanguá                        | 28 de dezembro de 1995  | Itaboraí                  |        |             |
| 90 | Carapebus                     | 1 de janeiro de 1997    | Macaé                     |        |             |
| 91 | Seropédica                    | 1 de janeiro de 1997    | Itaguaí                   |        |             |
| 92 | Mesquita                      | 25 de setembro de 1999  | Nova Iguaçu               |        |             |